# Flaker
Pogostost priimka Flaker je bila po podatkih Statističnega urada Republike Slovenije na dan 1. januarja 2010 manjša kot 5 oseb. 

## Znani slovenski nosilci priimka
- Vito Flaker (*1955), psiholog

## Znani tuji nosilci priimka
- Aleksandar Flaker (1924—2010), poljsko-hrvaški literarni zgodovinar, dopisni član Slovenske akademije znanosti in umetnosti